# Luís Vincêncio Mamiani
Padre Luís Vincêncio Mamiani (nome em italiano: Luigi Vincenzo Mamiani della Rovere, ou também Lodovico Vincenzo Mamiani della Rovere; Pésaro, 20 de janeiro de 1652 — Roma, 8 de março de 1730) foi um missionário jesuíta italiano. Viveu por cerca de quinze anos entre o povo Kipeá (Kiriri).
A atual Igreja de Nossa Senhora do Socorro na Aldeia do Geru (hoje o município de Tomar do Geru, Sergipe) foi construída em 1688 por iniciativa do Padre Luís Vincêncio Mamiani. O mesmo também foi responsável pela elaboração de uma gramática da língua dos índios cariris (também chamados quiriris e quipeás) que habitavam a região.

## Obras
Publicou um catecismo bilíngue e uma gramática da língua Karirí.
- Arte de grammatica da lingua brasilica da naçam kiriri [en] (1699)
- Catecismo da doutrina christãa na lingua brasilica da nação kiriri (1698)